# Misa negra. La religión apocalíptica y la muerte de la utopía
Misa negra. La religión apocalíptica y la muerte de la utopía (en inglés: Black Mass: Apocalyptic Religion and the Death of Utopia) es un ensayo de John N. Gray —profesor de pensamiento europeo en la London School of Economics (LSE)—, publicado en 2007.
El libro Misa negra, desarrolla parte de las ideas expuestas por Gray en su libro anterior Perros de paja de 2003.

## La religión moderna: proyectos utópicos y apocalípticos
En el libro Misa negra el autor desarrolla su crítica a la idea de progreso y de progreso social -esa utopía nefasta y apocalíptica, en palabras de Gray- que tiene su origen en las ideas apocalípticas de los primeros cristianos, se expresa en el milenarismo de la Edad Media y, como una verdadera religión, invade de pleno la ilustración trasladándose a los proyectos totalitarios utópicos de la primera mitad del siglo XX (comunismo, nazismo) y los de finales de siglo XX y principios del XXI (en los proyectos de la derecha utópica neoconservadora y neoliberal británica y norteamericana (Thatcher, Tony Blair, George Bush) expresados en las políticas del Fondo Monetario Internacional, como en la guerra contra el terror y de manera especial en la guerra de Irak).

### Sobre los cimientos de Norman Cohn
En los últimos años Gray ha estudiado el movimiento New Right (nueva derecha) y, en concreto, los gobiernos herederos de la llamada segunda New Right de Margaret Thatcher, Tony Blair y de George W. Bush caracterizados por el neoconservadurismo y conectados tanto al totalitarismo -comunismo y nazismo-, como al milenarismo y los movimientos apocalípticos de la Edad Media. Cita, para ello, ejemplos como el de Juan de Leiden, quien encabezó una rebelión en la ciudad alemana de Münster en 1534. 
El autor señala en los agradecimientos que, para «desarrollar la interpretación de la política y la religión modernas», se apoya de manera especial en las conversaciones y los trabajos de Norman Cohn, autor, entre otros, del libro En pos del milenio (The Pursuit of the Millennium) de 1957, revisado en 1970.

## Tesis principal
La tesis principal de Gray es que la influencia religiosa -apocalíptica y del fin del mundo- está en los inicios de la religión católica y del cristianismo donde aparece la idea mesiánica y utópica de advenimiento de un mundo mejor. En esos principios religiosos exclusivamente occidentales, para Gray, está contenida la idea de progreso (social e histórico). Si bien San Agustín atemperó las ideas religiosas apocalípticas -de origen zoroástrico y maniqueo-, éstas sobreviven dentro del cristianismo y se trasladan íntegras a la ilustración, con una falsa cubierta científica, expresándose en los proyectos utópicos seculares de la época de El Terror de la revolución francesa, y posteriormente en los movimientos, tanto de derecha utópica (liberalismo clásico, nazismo) como de la izquierda utópica (comunismo) que contienen los principios religiosos -aunque secularizados- de progreso hacia una sociedad ideal, perfecta, utópica que, puede y debe construirse desde el poder. Esa filosofía de la historia, conocida como teleología, ha contaminado los distintos movimientos contemporáneos (los -ismos, nazismo, comunismo) incluyendo el liberalismo clásico.
La utopía, como tal, no resultaría peligrosa si sus representantes más radicales, ya sea de la derecha utópica o de la izquierda utópica, no alcanzan el poder. Pero, cuando éstos, en circunstancias muy distintas -sociales, políticas y económicas- logran auparse al poder e ideologizan su actuación, perdiendo realismo y actuando como mesías salvadores, producen proyectos imposibles, apocalípticos y sangrientos. 

### El último proyecto utópico fracasado: la democracia universal
El último proyecto utópico que se ha conocido es el de la democracia universal y su pretendida imposición mediante la guerra contra el terror y de manera específica mediante la guerra de Irak (2003-2010) decidida por George Bush y Tony Blair - y apoyada en mentiras: ni armas de destrucción masiva, ni presencia de Al Qaeda-, y que ha supuesto un duro golpe para el utopismo y los proyectos utópicos seculares. Con la muerte de la utopía, ha resurgido la religión, pura y descarnada, como fuerza de la política mundial.

Blair y Bush coincidieron con el final de un período de utopismo ascendente en la política occidental. Para ellos, el progreso humano era algo axiomático, pero en ningún caso lo concibieron únicamente desde un modo de pensar laico. Ambos practicaron un estilo misionero de política cuya meta era nada menos que la salvación de la humanidad.

## Índice del libroMisa negra
El libro se estructura en seis capítulos, cada uno de unas 40 páginas, cada uno de ellos se subdivide en varias secciones:
- 1.- La muerte de la utopía

- La política apocalíptica
- El nacimiento de la utopía
- La derecha utópica como movimiento milenarista moderno

- 2.- La Ilustración y el terror en el siglo XX

- El comunismo soviético: una revolución milenarista moderna
- El nazismo y la ilustración
- El terrorismo y la tradición occidental

- 3.- La utopía se introduce en la corriente dominante

- Margaret Thatcher y la muerte del conservadurismo
- Auge y caída del neoliberalismo
- Un conservador americano en el 10 de Downing Street (Tony Blair)

- 4.- La americanización del apocalipsis

- De colonia puritana a nación redentora
- Los orígenes del neoconservadurismo
- Los endemoniados

- 5.-  Misioneros armados

- Irak: un experimento utópico en pleno siglo XXI (guerra de Iraq)
- Liberalismo misionero, imperialismo liberal
- Por qué es imposible ganar la 'guerra contra el terror'

- 6.- El postapocalipsis

- Tras el laicismo
- Vivir en un mundo sin solución: la tradición perdida del realismo
- El fin, otra vez